# Sveta Ruža Limska
Sveta Ruža Limska (lat. Sancta Rosa Limana, šp. Santa Rosa de Lima; Lima, 20. travnja 1568. – Lima, 24. kolovoza 1617.) bila je peruanska dominikanka te prva svetica s američkog kontinenta. Zaštitnica je Južne Amerike. Spomendan joj je 23. kolovoza.

## Životopis
Rođena je u obitelji španjolskog podrijetla, a ime joj je dala Indijanka koja je radila kao sluškinja u obiteljskoj kući. Krstio ju je limski biskup sveti Turibije, a s dvadeset godina pristupila je dominikankama. Cijeli svoj život posvetila je pokori, a roditelji su htjeli da se uda za jednog mladića iz bogate obitelji. Posvetivši se Kristu, ošišala je kosu, a kako bi prikazala pobožnost bičevala se svaki dan, oko bokova nosila opasni lanac i željezničku krunu na glavi. Cijeli je svoj život posvetila pokori i slijedila je primjer sv. Katarine Sijenske te čitala spise brata Luisa i Ivana od Križa, čija je bila duhovna učenica, te se divila uspjesima sv. Franje Solana.
Osnovala je prvi kontemplativni samostan u Južnoj Americi, brinula je za siromašne građane te je diljem kontinenata osnivala domonikanske misije. Umrla je u pokornom životu kao što je i živjela 24. kolovoza 1617. u Limi. Pokopana je u samostanu u Limi koji je i najveći samostan u Južnoj Americi.

## Štovanje
Papa Klement IX. proglasio ju je 1668. blaženom, a papa Klement X. 1672. prvom sveticom iz Južne Amerike.